# Aristolochia consimilis
Aristolochia consimilis är en piprankeväxtart som beskrevs av Masters. Aristolochia consimilis ingår i släktet piprankor, och familjen piprankeväxter. Inga underarter finns listade i Catalogue of Life.